# Farchach

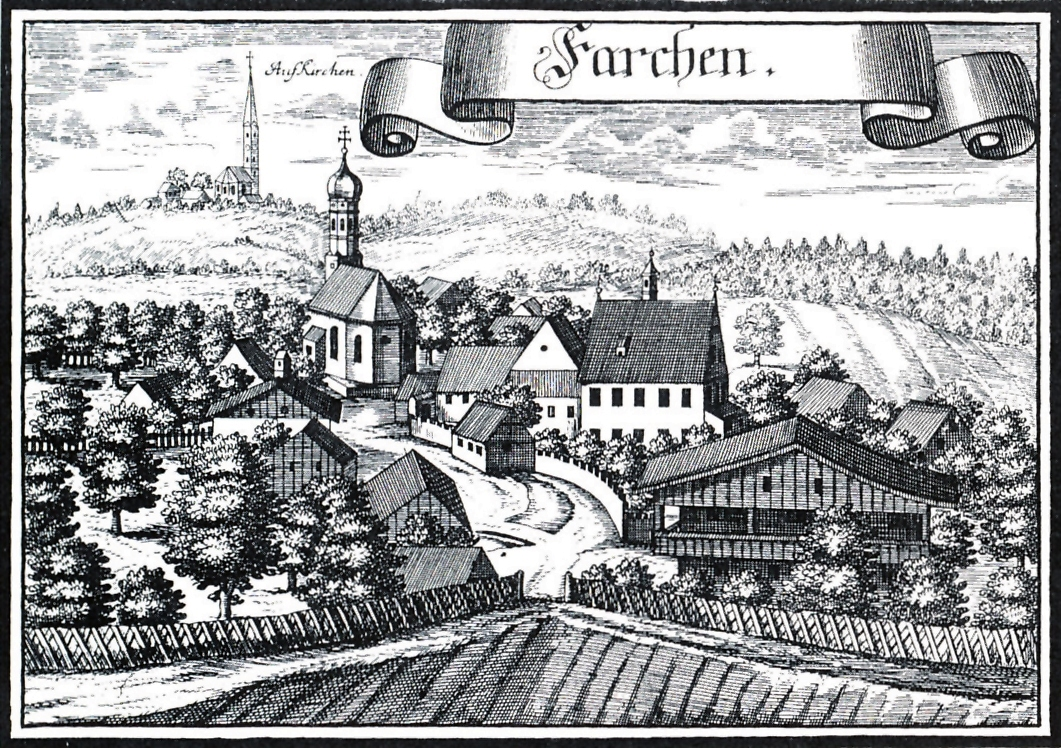
Farchach auf einem Kupferstich von Michael Wening (1700)

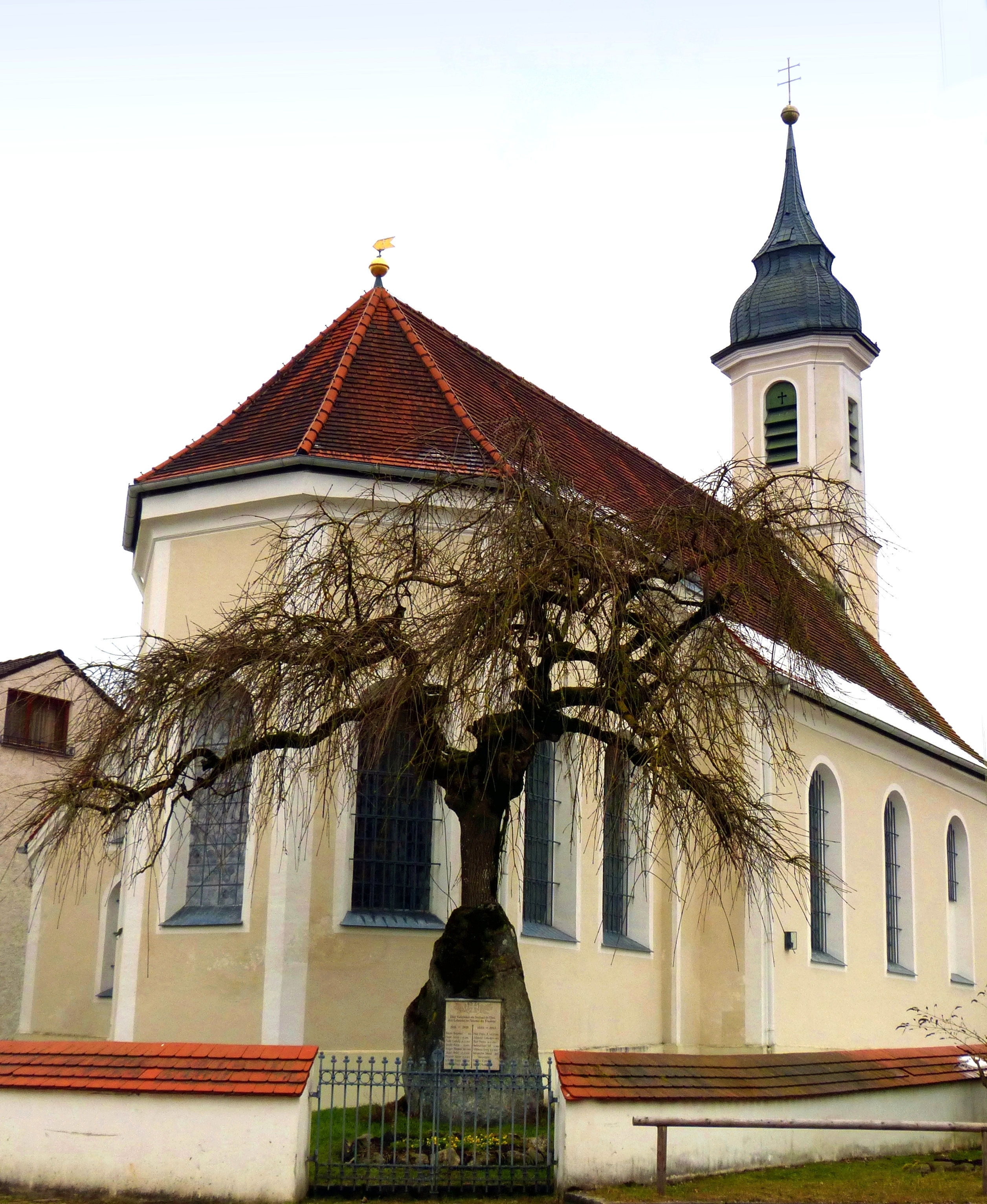
Kirche St. Martin und St. Nikolaus

Farchach ist ein Gemeindeteil von Berg im oberbayerischen Landkreis Starnberg. Der Ort liegt am Lüßbach, der in den Starnberger See mündet. 

## Geschichte
Farchach gehört zu den ältesten Siedlungen des Alpenvorlandes. Sie wird erstmals im Jahre 1090 in einer Urkunde als „Vorchaideh“ überliefert. Es liegen althochdeutsch forha und heida (‚Föhrenheide‘) und wahrscheinlich auch -ach (‚Ache an der Föhrenheide‘) zugrunde.
Heinrich Rudolf, aus einem Münchener Patriziergeschlecht stammend, erhielt 1439 vom Herzog den Sedelhof zu Lehen. In den folgenden Jahrhunderten gab es häufige Besitzerwechsel in Farchach.
Der Kupferstich von Michael Wening überliefert das Aussehen eines kleinen Edelsitzes, der aus einem zweigeschossigen Satteldachbau mit kleinem Dachreiter und einigen Nebengebäuden bestand. Die Anlage wird von einer Mauer abgeschlossen.

## Baudenkmäler
Die Filialkirche St. Martin und Nikolaus wurde Anfang des 18. Jahrhunderts erbaut und gehört zur Pfarrgemeinde Mariä Himmelfahrt in Aufkirchen.